# Nakskov Skibsværft (dokumentarfilm)
Nakskov Skibsværft er en dansk dokumentarisk optagelse fra 1945.

## Baggrund
M/S Sjælland blev bygget på Helsingør Jærnskibs- og Maskinbyggeri og var fra maj 1933 til 3. november 1943 indsat som færge mellem Korsør og Nyborg. Færgen blev i november 1943 udsat for sabotage og næsten totalt ødelagt. Sabotageaktionen var kun én i en lang række af sabotager af danske færger i vinteren 1943-1944, efter regeringens tilbagetrækning 29. august 1943.
Det udbrændte vrag blev repareret på Nakskov Skibsværft. DSB rekvirerede filmen om genopbygningen, der blev produceret af Poul Eibyes Filmsteknik. 

## Handling
Den ca. 6 minutter lange film viser den udbrændte færge og reparationsarbejdet på skibsværftet. Filmen afsluttes med billeder af den reparerede færge, der atter sættes i drift. 